# Де лос Анхелес, Виктория
Викто́рия де лос А́нхелес Лопес-Гарсия (исп. Victoria de los Ángeles López García; 1 ноября 1923, Барселона — 15 января 2005, там же) — испанская певица (сопрано). Прославилась как в оперном, так и в песенном репертуаре. Исполняла много испанской музыки (в частности, композиторов Энрике Гранадоса и Мануэля де Фальи).

## Биография
Дочь Бернардо Лопеса и Виктории Гарсия, выбрала своё второстепенное имя «де лос Анхелес» в качестве псевдонима. С 1938 года училась в консерватории в родном городе. В 1941 году, будучи ещё студенткой, дебютировала на сцене театра «Лисео» в партии Мими (опера «Богема»). После продолжения учёбы начала свою профессиональную карьеру с концерта в 1944 году. В 1947 году Виктория де Лос Анхелес получила первую премию на международном конкурсе в Женеве.
В 1949 году певица впервые выступила в Парижской опере в партии Маргариты в опере Шарля Гуно «Фауст»; в 1950 году последовали дебюты в Лондоне (Мими в «Богеме», Ковент-Гарден), Милане (Ариадна в опере Штрауса, Ла Скала) и на Зальцбургском фестивале. Почти сразу после своих первых успехов Виктория заключила долгосрочный эксклюзивный контракт с фирмой EMI, что определило её дальнейшую счастливую судьбу в звукозаписи.
Пик вокальных возможностей Виктории де лос Анхелес пришёлся на период с середины 1950-х до середины 1960-х годов. На протяжении десяти сезонов (1951—1961) пела в Метрополитен-опере в Нью-Йорке. Вместе с Юсси Бьёрлингом записала «Богему», «Паяцев» и «Мадам Баттерфляй», а с Николаем Геддой — «Кармен» (одна из её коронных ролей, 1959). Участвовала в Байройтском фестивале (партия Елизаветы в «Тангейзере»).
С начала 1960-х годов певица сконцентрировалась на песенном исполнительстве. На своих концертах она пела не только немецкие lieder и французские mélodies, но и менее известные испанские и каталонские песни. Ей часто аккомпанировали Алисия де Ларроча и Джеральд Мур. Исполняла на языке науатль также песни мексиканца Морено.
Примадонна воспитала двух сыновей. В 68 лет пела на церемонии закрытия Олимпийских игр в Барселоне (1992), а за год до этого удостоилась престижной премии принцессы Астурийской. Похоронена в родном городе на Монжуикском кладбище.